# Lüdelsen
Lüdelsen is een plaats en voormalige gemeente in de Duitse deelstaat Saksen-Anhalt, en maakt deel uit van de Landkreis Altmarkkreis Salzwedel.
Lüdelsen telt 283 inwoners.